# I liga chilijska w piłce nożnej (2009)
I liga chilijska w piłce nożnej (2009)
Mistrzem Chile turnieju Apertura został klub Club Universidad de Chile, natomiast wicemistrzem Chile  - Unión Española.
Mistrzem Chile turnieju Clausura został klub CSD Colo-Colo, natomiast wicemistrzem Chile  - CD Universidad Católica.
Do Copa Libertadores w roku 2010 zakwalifikowały się następujące kluby:
- Club Universidad de Chile - mistrz Chile turnieju Apertura
- CSD Colo-Colo - mistrz Chile turnieju Clausura
- CD Universidad Católica - najlepszy dorobek w fazie ligowej turnieju Clausura

Do Copa Sudamericana w roku 2009 zakwalifikowały się następujące kluby:
- Unión Española - najlepszy w fazie ligowej turnieju Apertura
- Club Universidad de Chile - drugi w fazie ligowej turnieju Apertura

Kluby, które spadły do II ligi:
- Curicó Unido - trzeci od końca w tabeli spadkowej
- Deportes Iquique - ostatni w tabeli spadkowej
- CSD Rangers - przedostatni w tabeli spadkowej

Na miejsce spadkowiczów awansowały z drugiej ligi następujące kluby:
- Unión San Felipe - mistrz drugiej ligi
- Santiago Wanderers - wicemistrz drugiej ligi
- San Luis Quillota - wygrany baraż

## Torneo Apertura 2009

### Apertura 1
| Data             | Mecz |
| ---------------- | --- |
| 31 stycznia 2009 | Curicó Unido - CSD Colo-Colo 2:2 Sergio Moreno 50, César Antonio Díaz 90 - Lucas Barrios 24, Macnelly Torres 58 mecz rozegrany został w Talca                                     |
| 31 stycznia 2009 | CD Huachipato - Universidad Concepción 0:1 Francisco Arrué 47 mecz rozegrany został w Concepción                                                                                  |
| 31 stycznia 2009 | CD Ñublense - Audax Italiano 2:1 Renato Ramos 40, Roberto Órdenes 90 - Cristián Eduardo Reynero 65                                                                                |
| 31 stycznia 2009 | Everton Viña del Mar - Unión Española 0:1 Mario Antonio Aravena 86 |
| 1 lutego 2009    | Deportes Iquique - CD Universidad Católica 0:4 Luis Patricio Núñez 24, Rodrigo Alejandro Toloza 74, 85, Milovan Mirosevic 83                                                      |
| 1 lutego 2009    | Santiago Morning - Cobreloa 2:0 Esteban Efraín Paredes 29, Washington Torres 83                                                                                                   |
| 1 lutego 2009    | CSD Rangers - La Serena 1:1 Maximiliano Daniel Pérez 72 - Leonardo Abálsamo 70 |
| 1 lutego 2009    | CD Cobresal - CD O’Higgins 1:1 Carlos Sebastián Alzamora 11 - Samuel Teuber 41 |
| 2 kwietnia 2009  | Club Universidad de Chile - CD Palestino 3:0 José Raúl Contreras 31, Emilio Exequiel Hernández 48, Juan Manuel Olivera 52 mecz rozegrany został na stadionie klubu Unión Española |

### Apertura 2
| Data           | Mecz |
| -------------- | --- |
| 6 lutego 2009  | La Serena - CSD Colo-Colo 0:3 Lucas Barrios 24, 85, César Alberto Carranza 90+1                          |
| 7 lutego 2009  | CD Universidad Católica - CD Cobresal 1:1 Diego Silva 20s - Juan Cisternas 81                            |
| 7 lutego 2009  | Universidad Concepción - Everton Viña del Mar 0:0                                                        |
| 7 lutego 2009  | CD Palestino - CD O’Higgins 1:2 Diego Díaz 22 - José Pedro Fuenzalida 48, Juan Gonzalo Lorca 62          |
| 7 lutego 2009  | Audax Italiano - Santiago Morning 1:1 Rubén Darío Gigena 72 - Diego Rivarola 25k                         |
| 8 lutego 2009  | Unión Española - CD Huachipato 4:0 Mario Antonio Aravena 4, 14, 44, Braulio Antonio Leal 79              |
| 8 lutego 2009  | Deportes Iquique - Curicó Unido 1:0 Lucas Elvis Palma 67                                                 |
| 8 lutego 2009  | Cobreloa - CD Ñublense 3:0 Rodolfo Guillén 1, Ever Cantero 18, Sebastián Montecinos 59                   |
| 18 lutego 2009 | CSD Rangers - Club Universidad de Chile 0:4 Manuel Arturo Villalobos 34, 72, Marco Andrés Estrada 68, 89 |

### Apertura 3
| Data           | Mecz |
| -------------- | --- |
| 13 lutego 2009 | Everton Viña del Mar - Deportes Iquique 1:0 Jaime Eduardo Riveros 25 |
| 14 lutego 2009 | La Serena - CD Universidad Católica 1:2 Edson Monsalve 84 - Jeison Ibarrola 3, Milovan Mirosevic 76 |
| 14 lutego 2009 | CD Palestino - Audax Italiano 0:2 Rubén Darío Gigena 23, Cristián Eduardo Reynero 90+3k |
| 14 lutego 2009 | CD Ñublense - Santiago Morning 2:1 Daniel Carou 5, Renato Ramos 80 - Esteban Efraín Paredes 25 |
| 14 lutego 2009 | CSD Colo-Colo - Universidad Concepción 2:0 Rodrigo Javier Millar 12, César Alberto Carranza 19 |
| 15 lutego 2009 | Club Universidad de Chile - Cobreloa 4:1 Marco Andrés Estrada 53, Manuel Arturo Villalobos 58, Juan Manuel Olivera 64, Mauricio Alejandro Gómez 86 - Junior Fernández 33 mecz rozegrany został w Coquimbo |
| 15 lutego 2009 | CD Cobresal - Unión Española 1:3 Cristián Ríos 46 - Braulio Antonio Leal 54, Gustavo Javier Canales 59, Fernando Cordero 90                                                                               |
| 15 lutego 2009 | CD Huachipato - Curicó Unido 0:0 mecz rozegrany został w Concepción |
| 15 lutego 2009 | CD O’Higgins - CSD Rangers 1:0 Fernando Andrés Meneses 69k |

### Apertura 4
| Data           | Mecz |
| -------------- | --- |
| 21 lutego 2009 | Unión Española - Club Universidad de Chile 0:1 Juan Manuel Olivera 85                                                                                               |
| 21 lutego 2009 | Universidad Concepción - CD O’Higgins 2:0 Gabriel Alejandro Vargas 23k, José Luis Jiménez 85                                                                        |
| 21 lutego 2009 | Santiago Morning - CD Huachipato 5:0 Jaime Andrés Grondona 24, Diego Rivarola 31, Esteban Efraín Paredes 47, 90+1, Miguel Hernández 89                              |
| 21 lutego 2009 | Everton Viña del Mar - CSD Rangers 3:2 Leandro Javier Delgado 26, Ezequiel Miralles 29k, Jaime Eduardo Riveros 68 - Manuel Avendaño 18, Maximiliano Daniel Pérez 23 |
| 22 lutego 2009 | Audax Italiano - CSD Colo-Colo 2:1 Fabián Ariel Orellana 53, Matías Leonel Quiroga 85 - César Alberto Carranza 45+1k                                                |
| 22 lutego 2009 | CD Cobresal - Cobreloa 1:4 Nicolás Sebastián Canales 58 - Ever Cantero 3, Charles Mariano Aránguiz 29, 90, Michael Silva 83                                         |
| 22 lutego 2009 | Curicó Unido - La Serena 1:1 Alberto Javier Ortega 48 - Leonardo Abálsamo 75                                                                                        |
| 22 lutego 2009 | Deportes Iquique - CD Palestino 3:0 Fernando Martel 19, 30, Cristián Venancio Bogado 52k                                                                            |
| 22 lutego 2009 | CD Universidad Católica - CD Ñublense 1:0 Milovan Mirosevic 70 |

### Apertura 5
| Data             | Mecz |
| ---------------- | --- |
| 25 lutego 2009   | CD O’Higgins - CD Universidad Católica 3:1 Cristóbal Andrés Jorquera 24, Braulio Baeza 34, Fernando Andrés Meneses 45+2 - Milovan Mirosevic 65                             |
| 25 lutego 2009   | Unión Española - Deportes Iquique 2:0 Braulio Antonio Leal 10, Mario Antonio Aravena 88                                                                                    |
| 25 lutego 2009   | CSD Rangers - CD Cobresal 1:2 Maximiliano Daniel Pérez 23k - Diego Silva 36k, Carlos Sebastián Alzamora 90+2                                                               |
| 25 lutego 2009   | Cobreloa - CD Palestino 4:0 Charles Mariano Aránguiz 11, 75, Francisco Fernando Castro 20, Michael Silva 79                                                                |
| 25 lutego 2009   | CSD Colo-Colo - Santiago Morning 4:2 Miguel Augusto Riffo 34, Lucas Barrios 36, 44, Gerardo Elías Cortés 53 - Esteban Efraín Paredes 7, Diego Rivarola 88                  |
| 25 lutego 2009   | La Serena - CD Huachipato 3:1 Leonardo Abálsamo 41, 55, Roberto Castillo 87 - Luis Ignacio Quinteros 24k                                                                   |
| 26 lutego 2009   | Universidad Concepción - Audax Italiano 3:1 Gabriel Alejandro Vargas 17k, 71, Julio César Laffatigue 80 - Rubén Darío Gigena 14                                            |
| 28 marca 2009    | CD Ñublense - Everton Viña del Mar 1:1 Jonathan Cisternas 54 - Sebastián Ariel Penco 70                                                                                    |
| 22 kwietnia 2009 | Curicó Unido - Club Universidad de Chile 1:3 César Antonio Díaz 53 - Manuel Arturo Villalobos 16k, Nelson Cuevas 83, José Raúl Contreras 86 mecz rozegrany został w Temuco |

### Apertura 6
| Data           | Mecz |
| -------------- | --- |
| 28 lutego 2009 | CSD Rangers - CSD Colo-Colo 2:1 Manuel Avendaño 8, Claudio Marcelo Arancibia 61 - Phillip Araos 34 |
| 28 lutego 2009 | CD Ñublense - CD Cobresal 1:1 Jonathan Cisternas 27 - Diego Silva 45+1 |
| 28 lutego 2009 | Club Universidad de Chile - Deportes Iquique 0:0 mecz rozegrany został w Coquimbo |
| 1 marca 2009   | CD Huachipato - CD Universidad Católica 2:0 César Cortés 31, Leonardo Esteban Monje 57 mecz rozegrany został w Concepción                                                                                           |
| 1 marca 2009   | Santiago Morning - Universidad Concepción 5:4 Esteban Efraín Paredes 51, 55, 76, 86, Jaime Andrés Grondona 61 - Gabriel Alejandro Vargas 12k, Julio César Laffatigue 16, Francisco Arrué 45+1, José Luis Jiménez 79 |
| 1 marca 2009   | Cobreloa - La Serena 1:1 Alonso Patricio Zúñiga 47 - Roberto Castillo 88 |
| 1 marca 2009   | CD O’Higgins - Everton Viña del Mar 0:1 Rodrigo Andrés Ramírez 84 |
| 1 marca 2009   | Audax Italiano - Unión Española 2:2 Boris Rieloff 70, Enrique Mallea 83 - Gustavo Javier Canales 44, Manuel Neira 77                                                                                                |
| 1 marca 2009   | CD Palestino - Curicó Unido 0:4 Alberto Javier Ortega 10, 50, César Antonio Díaz 36, Pedro Muñoz 68k |

### Apertura 7
| Data          | Mecz |
| ------------- | --- |
| 7 marca 2009  | Everton Viña del Mar - Club Universidad de Chile 1:1 Juan Manuel Olivera 6 - Nicolás Andrés Freitas 45+7         |
| 7 marca 2009  | Universidad Concepción - CSD Rangers 2:2 Julio César Laffatigue 11, 64 - Pablo Andrés Vranjicán 23, Eric Pino 65 |
| 7 marca 2009  | Unión Española - CD Palestino 2:1 Braulio Antonio Leal 60, Gustavo Javier Canales 68 - Juan Manuel Quevedo 43    |
| 8 marca 2009  | Curicó Unido - Audax Italiano 1:4 Alberto Javier Ortega 52 - Rubén Darío Gigena 13, 72, 76, Christian Vilches 27 |
| 8 marca 2009  | CD Cobresal - CD Huachipato 0:0                                                                                  |
| 8 marca 2009  | Deportes Iquique - Santiago Morning 2:2 Cristián Venancio Bogado 30, 37k - Esteban Efraín Paredes 19, 45+2k      |
| 8 marca 2009  | La Serena - CD Ñublense 3:0 Jorge Osvaldo Schwager 26, Sebastián Tagliabúe 45, Patricio Rubina 74                |
| 8 marca 2009  | CD Universidad Católica - Cobreloa 4:0 Milovan Mirosevic 12, Jeremías Emanuel Caggiano 41, 70, Damián Luna 85    |
| 18 marca 2009 | CSD Colo-Colo - CD O’Higgins 1:1 Phillip Araos 76 - Cristóbal Alejandro González 14                              |

### Apertura 8
| Data             | Mecz |
| ---------------- | --- |
| 13 marca 2009    | CD Huachipato - CD O’Higgins 3:0 Leonardo Esteban Monje 59, Gamadiel Adrián García 79, José Pérez 90+1 mecz rozegrany został w Concepción                     |
| 14 marca 2009    | Audax Italiano - Club Universidad de Chile 1:2 Christian Vilches 82 - Juan Manuel Olivera 40, Osvaldo González 90+1                                           |
| 14 marca 2009    | CD Palestino - Universidad Concepción 4:2 Román Cuello 25, Juan Manuel Quevedo 31k, 44k, 55k - Julio César Laffatigue 35, 58                                  |
| 14 marca 2009    | CD Ñublense - Deportes Iquique 2:1 Juan Francisco Viveros 85, Luis Flores Abarca 90 - Edson Raúl Puch 33                                                      |
| 15 marca 2009    | CSD Colo-Colo - CD Universidad Católica 0:1 Matías Martín Rubio 14                                                                                            |
| 15 marca 2009    | Curicó Unido - CSD Rangers 2:1 Alvaro Lara 47, César Antonio Díaz 57k - Eric Pino 24                                                                          |
| 15 marca 2009    | Cobreloa - Unión Española 2:1 Sebastián Montecinos 5, Michael Silva 42 - Mario Antonio Aravena 76                                                             |
| 15 marca 2009    | Santiago Morning - CD Cobresal 3:3 Washington Torres 16, Diego Rivarola 44, Miguel Hernández 69 - Luis Flores Manzor 40, Angelo Alvarado 60, Cristian Ríos 65 |
| 22 kwietnia 2009 | La Serena - Everton Viña del Mar 1:3 Roberto Castillo 41 - Leandro Javier Delgado 23, 48, Roberto Carlos Gutiérrez 51                                         |

### Apertura 9
| Data          | Mecz |
| ------------- | --- |
| 21 marca 2009 | Unión Española - CSD Colo-Colo 5:2 David Arturo Ramírez 45+1, 83, Gustavo Javier Canales 48, Manuel Neira 51, 89k - Macnelly Torres 24, Lucas Barrios 72 |
| 21 marca 2009 | Universidad Concepción - La Serena 0:0 |
| 22 marca 2009 | Santiago Morning - CD Palestino 5:1 Esteban Efraín Paredes 42k, 79, Jaime Andrés Grondona 48, Diego Rivarola 50, 72 - Juan Manuel Quevedo 81             |
| 22 marca 2009 | Deportes Iquique - Audax Italiano 3:3 Edson Raúl Puch 5, 14, Cristián Venancio Bogado 54 - Renzo Yáñez 40, Rubén Darío Gigena 46, Miguel Ayala 64s       |
| 22 marca 2009 | CSD Rangers - CD Huachipato 1:1 Pablo Vranjicán 19 - César Cortés 44                                                                                     |
| 22 marca 2009 | CD Cobresal - Curicó Unido 1:0 Carlos Sebastián Alzamora 34                                                                                              |
| 22 marca 2009 | CD O’Higgins - Cobreloa 1:1 José Pedro Fuenzalida 4 - Ever Cantero 71                                                                                    |
| 22 marca 2009 | CD Universidad Católica - Everton Viña del Mar 1:1 Marcos González 25 - Cristián Uribe 77                                                                |
| 22 marca 2009 | Club Universidad de Chile - CD Ñublense 3:0 José Raúl Contreras 57, Emilio Exequiel Hernández 70, Marco Andrés Estrada 90+1                              |

### Apertura 11
| Data            | Mecz |
| --------------- | --- |
| 27 marca 2009   | CD Huachipato - Cobreloa 3:2 César Cortés 16, Luis Ignacio Quinteros 39, Leonardo Esteban Monje 90 - Víctor Osorio 24, Eduardo Jesús Vargas 86 mecz rozegrany został w Concepción |
| 28 marca 2009   | Santiago Morning - Curicó Unido 0:1 Ever Amarilla 30 mecz rozegrany został na stadionie klubu CD Palestino                                                                        |
| 28 marca 2009   | La Serena - CD Palestino 0:3 César Henríquez 4, Héctor Santiago Tapia 43, 90 |
| 28 marca 2009   | CSD Rangers - Unión Española 1:3 Pablo Vranjicán 9 - Gustavo Javier Canales 2, Manuel Neira 64, Aníbal Domeneghini 81                                                             |
| 28 marca 2009   | Deportes Iquique - Universidad Concepción 1:1 César Antonio Talma 55 - Gabriel Alejandro Vargas 65                                                                                |
| 8 kwietnia 2009 | CD O’Higgins - CD Ñublense 1:0 Juan Gonzalo Lorca 58 |
| 9 kwietnia 2009 | CD Universidad Católica - Audax Italiano 0:2 Rubén Darío Gigena 7, 49 mecz rozegrany został na Estadio Nacional                                                                   |
| 13 maja 2009    | CSD Colo-Colo - Everton Viña del Mar 1:1 José Domingo Salcedo 28 - Ezequiel Miralles 4                                                                                            |
| 21 maja 2009    | CD Cobresal - Club Universidad de Chile 3:2 Nicolás Sebastián Canales 6, 77k, 90k - José Luis Silva 68, Mauricio Alejandro Gómez 88                                               |

### Apertura 10
| Data            | Mecz |
| --------------- | --- |
| 4 kwietnia 2009 | CSD Colo-Colo - Deportes Iquique 1:2 José Domingo Salcedo 79 - Fernando Martel 41, 83k                                                                             |
| 4 kwietnia 2009 | Everton Viña del Mar - Santiago Morning 1:3 Roberto Carlos Gutiérrez 55 - Esteban Efraín Paredes 51, 67, 79                                                        |
| 4 kwietnia 2009 | La Serena - Unión Española 0:3 Sergio Vargas 51s, Mario Antonio Aravena 53, 59                                                                                     |
| 4 kwietnia 2009 | Audax Italiano - CD Huachipato 2:0 Cristián Eduardo Reynero 25k, Rubén Darío Gigena 68                                                                             |
| 4 kwietnia 2009 | CD Ñublense - CSD Rangers 1:1 Roberto Órdenes 75 - Diego Andrés de Gregorio 11                                                                                     |
| 5 kwietnia 2009 | Curicó Unido - CD Universidad Católica 3:2 Ever Amarilla 28, Alberto Javier Ortega 40, César Antonio Díaz 66k - Milovan Mirosevic 42, Rodrigo Alejandro Toloza 87k |
| 5 kwietnia 2009 | Club Universidad de Chile - CD O’Higgins 2:2 Manuel Iturra 29, Manuel Arturo Villalobos 42 - Samuel Teuber 46, 86                                                  |
| 5 kwietnia 2009 | Cobreloa - Universidad Concepción 2:0 Eduardo Jesús Vargas 7, Rodolfo Antonio González 90+3                                                                        |
| 5 kwietnia 2009 | CD Palestino - CD Cobresal 2:0 Héctor Santiago Tapia 14, Román Cuello 38                                                                                           |

### Apertura 12
| Data             | Mecz |
| ---------------- | --- |
| 9 kwietnia 2009  | Everton Viña del Mar - CD Huachipato 5:1 Nicolás Andrés Freitas 28, Roberto Carlos Gutiérrez 29, Jaime Eduardo Riveros 33, Adrián Alejandro Rojas 45, Ezequiel Miralles 90+2k - Leonardo Esteban Monje 50 |
| 11 kwietnia 2009 | Universidad Concepción - CD Cobresal 3:1 Julio César Laffatigue 3, Gabriel Alejandro Vargas 13k, Fernando Giménez 89 - Angelo Alvarado 36                                                                 |
| 11 kwietnia 2009 | Club Universidad de Chile - Santiago Morning 1:3 Manuel Arturo Villalobos 66 - Michael Ríos 21, Diego Rivarola 54, 72                                                                                     |
| 11 kwietnia 2009 | Unión Española - CD O’Higgins 2:1 Aníbal Domeneghini 16, Gustavo Javier Canales 37 - José Pedro Fuenzalida 15                                                                                             |
| 12 kwietnia 2009 | CD Ñublense - CSD Colo-Colo 2:0 Renato Ramos 6, 36 |
| 12 kwietnia 2009 | Curicó Unido - Cobreloa 2:0 César Antonio Díaz 1, Johan Patricio Fuentes 69 |
| 12 kwietnia 2009 | Audax Italiano - La Serena 1:2 Marco Medel 30 - Sebastián Tagliabúe 8, 90+4 |
| 12 kwietnia 2009 | CD Universidad Católica - CD Palestino 4:1 Rodrigo Alejandro Toloza 4, 42k, Milovan Mirosevic 38, Carlos Cancino 70s - Francisco Javier Ibáñez 65                                                         |
| 12 kwietnia 2009 | Deportes Iquique - CSD Rangers 1:1 Fernando Martel 21 - Pablo Vranjicán 87 |

### Apertura 13
| Data             | Mecz |
| ---------------- | --- |
| 17 kwietnia 2009 | CD Huachipato - Deportes Iquique 3:1 Luis Ignacio Quinteros 41, Lorenzo Reyes 46, Gamadiel Adrián García 61 - Cristián Andrés Campozano 87 mecz rozegrany został w Concepción |
| 18 kwietnia 2009 | CSD Rangers - CD Universidad Católica 2:1 Diego Andrés de Gregorio 17, Cristián Gómez 34 - Jaison Ibarrola 66                                                                 |
| 18 kwietnia 2009 | CD O’Higgins - Audax Italiano 1:2 Cristóbal Andrés Jorquera 17 - Oliver Adrián Toledo 12, Rubén Darío Gigena 61                                                               |
| 19 kwietnia 2009 | Club Universidad de Chile - CSD Colo-Colo 1:3 Juan Manuel Olivera 53 - Lucas Barrios 12, 32, Luis Pedro Figueroa 69                                                           |
| 19 kwietnia 2009 | CD Cobresal - La Serena 2:2 Nicolás Sebastián Canales 58, 68 - Sebastián Tagliabúe 5, Roberto Castillo 14                                                                     |
| 19 kwietnia 2009 | Santiago Morning - Unión Española 1:3 Jaime Andrés Grondona 59 - Miguel Ángel Aceval 32, Gustavo Javier Canales 63, Jorge Ampuero 69                                          |
| 19 kwietnia 2009 | Curicó Unido - Universidad Concepción 0:1 Juan Cabral 59 |
| 19 kwietnia 2009 | Cobreloa - Everton Viña del Mar 1:0 Ever Cantero 48 |
| 19 kwietnia 2009 | CD Palestino - CD Ñublense 1:1 Francisco Javier Ibáñez 64 - Esteban Eduardo González 30                                                                                       |

### Apertura 14
| Data             | Mecz |
| ---------------- | --- |
| 25 kwietnia 2009 | Deportes Iquique - CD O’Higgins 3:1 Leonardo Óscar Mas 57, Marcelo Daniel Rolón 68, Fernando Martel 78 - José Pedro Fuenzalida 42    |
| 25 kwietnia 2009 | Universidad Concepción - Club Universidad de Chile 1:1 Gustavo Rubén Lorenzetti 57 - Ángel Orlando Rojas 33                          |
| 25 kwietnia 2009 | CSD Colo-Colo - CD Huachipato 2:2 César Alberto Carranza 59, Lucas Barrios 70 - Luis Ignacio Quinteros 36, Leonardo Esteban Monje 43 |
| 26 kwietnia 2009 | La Serena - Santiago Morning 1:4 Ekele Udojoh 18 - Alejandro Kruchowski 25, Marco Moscoso 53, Felipe Díaz 87, 90                     |
| 26 kwietnia 2009 | Audax Italiano - Cobreloa 0:0 |
| 26 kwietnia 2009 | CD Palestino - CSD Rangers 1:0 César Henríquez 86                                                                                    |
| 26 kwietnia 2009 | CD Universidad Católica - Unión Española 1:1 Milovan Mirosevic 41 - Gustavo Javier Canales 12                                        |
| 26 kwietnia 2009 | CD Ñublense - Curicó Unido 1:1 Rodrigo Cantero 47 - Alberto Javier Ortega 76                                                         |
| 6 maja 2009      | Everton Viña del Mar - CD Cobresal 1:1 Adrián Alejandro Rojas 69 - Nicolás Sebastián Canales 43k                                     |

### Apertura 15
| Data        | Mecz |
| ----------- | --- |
| 2 maja 2009 | Cobreloa - CSD Colo-Colo 2:0 Rodrigo Mannara 72, Paulo Cezar Magalhaes 86 |
| 2 maja 2009 | CD Cobresal - Deportes Iquique 2:5 Ronny Pérez 44, Angelo Alvarado 65 - Fernando Martel 8, Cristián Andrés Campozano 28, Edson Raúl Puch 50, 72, 90                           |
| 2 maja 2009 | Club Universidad de Chile - La Serena 3:2 José Raúl Contreras 4, Walter Damián Montillo 67k, Emilio Exequiel Hernández 74 - Sebastián Tagliabúe 10, 15                        |
| 2 maja 2009 | Everton Viña del Mar - CD Palestino 1:1 Francisco Saavedra 51 - Francisco Javier Ibáñez 90+5                                                                                  |
| 2 maja 2009 | CD Huachipato - CD Ñublense 3:1 César Cortés 33, 84, Leonardo Esteban Monje 39 - Roberto Órdenes 72 mecz rozegrany został w Concepción                                        |
| 3 maja 2009 | Santiago Morning - CD Universidad Católica 0:1 Jeison Ibarrola 78 mecz rozegrany został na stadionie Estadio Nacional                                                         |
| 3 maja 2009 | CSD Rangers - Audax Italiano 0:1 Rubén Darío Gigena 39 |
| 3 maja 2009 | CD O’Higgins - Curicó Unido 5:3 Samuel Teuber 1, 3, 88, Juan Gonzalo Lorca 18, Fernando Andrés Meneses 78 - Alvaro Lara 28, Alberto Javier Ortega 75, Marcos Abel Flores 90+2 |
| 3 maja 2009 | Unión Española - Universidad Concepción 2:1 Mario Antonio Aravena 68, Gustavo Javier Canales 75 - Gabriel Alejandro Vargas 38                                                 |

### Apertura 16
| Data         | Mecz |
| ------------ | --- |
| 9 maja 2009  | CSD Colo-Colo - CD Cobresal 5:2 Rodrigo Javier Millar 14, Luis Pedro Figueroa 40, Lucas Barrios 55, 74, Luis Arturo Mena 62 - Nicolás Sebastián Canales 45+3, Carlos Sebastián Alzamora 79 |
| 9 maja 2009  | Audax Italiano - Everton Viña del Mar 0:1 Ezequiel Miralles 72 |
| 9 maja 2009  | Santiago Morning - CSD Rangers 2:1 Diego Rivarola 83, Washington Torres 90+3 - Maximiliano Daniel Pérez 39                                                                                 |
| 9 maja 2009  | La Serena - CD O’Higgins 1:2 Sebastián Tagliabúe 22 - José Pedro Fuenzalida 33, 75 |
| 9 maja 2009  | CD Huachipato - CD Palestino 4:1 Leonardo Esteban Monje 2, 22, 73, Luis Ignacio Quinteros 69 - Francisco Javier Ibáñez 45+1 mecz rozegrany został w Concepción                             |
| 10 maja 2009 | CD Universidad Católica - Club Universidad de Chile 0:1 Nicolás Francisco Larrondo 72 mecz rozegrany został na stadionie Estadio Nacional                                                  |
| 10 maja 2009 | Cobreloa - Deportes Iquique 0:2 Cristián Venancio Bogado 22, 64 |
| 10 maja 2009 | CD Ñublense - Universidad Concepción 2:3 Renato Ramos 1, Juan Francisco Viveros 45 - Gabriel Alejandro Vargas 17, 22k, 50                                                                  |
| 10 maja 2009 | Curicó Unido - Unión Española 1:3 Ever Amarilla 17 - Braulio Antonio Leal 30, Mario Antonio Aravena 52, Gustavo Javier Canales 80k                                                         |

### Apertura 17
| Data         | Mecz |
| ------------ | --- |
| 15 maja 2009 | Universidad Concepción - CD Universidad Católica 0:2 Rodrigo Alejandro Toloza 32k, Luis Patricio Núñez 45+3                           |
| 16 maja 2009 | CD Palestino - CSD Colo-Colo 1:0 Héctor Santiago Tapia 27 mecz rozegrany został na stadionie Estadio Nacional                         |
| 16 maja 2009 | CD Cobresal - Audax Italiano 1:0 Nicolás Sebastián Canales 7                                                                          |
| 16 maja 2009 | CD O’Higgins - Santiago Morning 3:2 José Pedro Fuenzalida 7, Samuel Teuber 41, 75 - Marco Moscoso 12, Iván Marcos Guillauma 33        |
| 16 maja 2009 | Unión Española - CD Ñublense 1:2 David Arturo Ramírez 84 - Jonathan Cisternas 7, 31                                                   |
| 16 maja 2009 | Deportes Iquique - La Serena 2:0 Cristián Andrés Campozano 61, Cristián Venancio Bogado 89                                            |
| 17 maja 2009 | CSD Rangers - Cobreloa 4:1 Pablo Vranjicán 12, 89, Maximiliano Daniel Pérez 30, Diego Andrés de Gregorio 80 - Ever Cantero 38         |
| 17 maja 2009 | Everton Viña del Mar - Curicó Unido 3:2 Roberto Carlos Gutiérrez 14, 70, Ezequiel Miralles 24 - César Antonio Díaz 72, Alvaro Lara 74 |
| 17 maja 2009 | Club Universidad de Chile - CD Huachipato 1:3 Nelson Cuevas 19 - José Pérez 5, Gamadiel Adrián García 11, David Llanos 87             |

### Tabela końcowa fazy ligowej turnieju Apertura 2009
| Poz | Klub                      | Mecze | Zw | Rem | Por | Pkt | BrZd | BrStr |
| --- | ------------------------- | ----- | -- | --- | --- | --- | ---- | ----- |
| 1   | Unión Española            | 17    | 12 | 2   | 3   | 38  | 38   | 17    |
| 2   | Club Universidad de Chile | 17    | 9  | 4   | 4   | 31  | 33   | 21    |
| 3   | Everton Viña del Mar      | 17    | 7  | 7   | 3   | 28  | 24   | 17    |
| 4   | Santiago Morning          | 17    | 8  | 3   | 6   | 27  | 41   | 29    |
| 5   | CD Universidad Católica   | 17    | 8  | 3   | 6   | 27  | 26   | 18    |
| 6   | Deportes Iquique          | 17    | 7  | 5   | 5   | 26  | 27   | 23    |
| 7   | Audax Italiano            | 17    | 7  | 4   | 6   | 25  | 25   | 20    |
| 8   | CD O’Higgins              | 17    | 7  | 4   | 6   | 25  | 25   | 26    |
| 9   | CD Huachipato             | 17    | 7  | 4   | 6   | 25  | 26   | 29    |
| 10  | Cobreloa                  | 17    | 7  | 3   | 7   | 24  | 24   | 25    |
| 11  | Universidad Concepción    | 17    | 6  | 5   | 6   | 23  | 24   | 25    |
| 11  | Universidad Concepción    | 17    | 6  | 5   | 6   | 23  | 24   | 25    |
| 13  | CSD Colo-Colo             | 17    | 5  | 4   | 8   | 19  | 28   | 28    |
| 14  | Curicó Unido              | 17    | 5  | 4   | 8   | 19  | 24   | 28    |
| 15  | CD Cobresal               | 17    | 4  | 7   | 6   | 19  | 23   | 34    |
| 16  | CD Palestino              | 17    | 5  | 2   | 10  | 17  | 18   | 37    |
| 17  | CSD Rangers               | 17    | 3  | 5   | 9   | 14  | 20   | 28    |
| 18  | La Serena                 | 17    | 3  | 5   | 9   | 14  | 19   | 32    |

### Copa Sudamericana
Jako zwycięzca ligowej fazy turnieju Apertura klub Unión Española zapewnił sobie udział w turnieju Copa Sudamericana 2009. Drugi reprezentant Chile w tym turnieju miał zostać wyłoniony w starciu między drugim zespołem fazy ligowej turnieju Apertura, klubem Club Universidad de Chile, a zwycięzcą Pucharu Chile (Copa Chile), klubem Universidad Concepción.
| 16.07 2009 Coquimbo Club Universidad de Chile - Universidad Concepción 3:1 (1:1) 0:1 Gabriel Alejandro Vargas 31, 1:1 Juan Manuel Olivera 34, 2:1 Juan Manuel Olivera 59, 3:1 Ángel Orlando Rojas 90+1 |

Drugim reprezentantem Chile w turnieju Copa Sudamericana został klub Club Universidad de Chile.

### 1/4 finału
| CD O’Higgins - Unión Española 1:1 i 1:6 1 13.06 2009 1:0 Fernando Andrés Meneses 27, 1:1 Gustavo Javier Canales 35 2 21.06 2009 0:1 Gustavo Javier Canales 19k, 0:2 David Arturo Ramírez 34, 0:3 Jorge Ampuero 44, 0:4 Braulio Antonio Leal 45, 0:5 Gustavo Javier Canales 52, 0:6 Aníbal Domeneghini 74, 1:6 Samuel Teuber 75 |
| Audax Italiano - Club Universidad de Chile 1:4 i 4:2 1 13.06 2009 0:1 Juan Manuel Olivera 17, 0:2 Marco Andrés Estrada 64, 1:2 Fabián Ariel Orellana 66, 1:3 Nelson Cuevas 73, 1:4 Manuel Arturo Villalobos 90+3 (mecz rozegrany został na stadionie Estadio Nacional) 2 20.06 2009 0:1 Juan Manuel Olivera 10, 1:1 Boris Rieloff 13, 2:1 Fabián Ariel Orellana 44, 3:1 Oliver Adrián Toledo 55, 3:2 Juan Manuel Olivera 64, 4:2 Rubén Darío Gigena 88k |
| Deportes Iquique - Everton Viña del Mar 2:2 i 1:2 1 14.06 2009 0:1 Ezequiel Miralles 25, 1:1 Cristián Venancio Bogado 30k, 1:2 Ezequiel Miralles 56, 2:2 Cristián Andrés Campozano 68 2 20.06 2009 1:0 Fernando Martel 53, 1:1 Jaime Eduardo Riveros 58, 1:2 José Luis Muñoz 74 |
| CD Universidad Católica - Santiago Morning 4:0 i 4:1 1 16.06 2009 1:0 Jeison Ibarrola 3, 2:0 Milovan Mirosevic 7, 3:0 Jeison Ibarrola 27, 4:0 Washington Torres 87s (mecz rozegrany został na stadionie Estadio Nacional) 2 20.06 2009 1:0 Luis Patricio Núñez 3, 2:0 Gary Medel 21, 2:1 Esteban Efraín Paredes 52, 3:1 Matías Martín Rubio 76, 4:1 Matías Martín Rubio 78                                                                              |

### 1/2 finału
| Everton Viña del Mar - Club Universidad de Chile 1:0 i 1:3 1 24.06 2009 1:0 Ezequiel Miralles 88 2 27.06 2009 0:1 Juan Manuel Olivera 8, 0:2 Emilio Exequiel Hernández 19, 1:2 Jaime Eduardo Riveros 52, 1:3 José Raúl Contreras 63 |
| CD Universidad Católica - Unión Española 0:0 i 0:0, karne 2:4 1 25.06 2009 0:0 (mecz rozegrany został na stadionie Estadio Nacional) 2 29.06 2009 0:0                                                                               |

### Finał
| Club Universidad de Chile - Unión Española 1:1 i 1:0 |
| 4 lipca 2009 Santiago Estadio Nacional (50 000) Club Universidad de Chile - Unión Española 1:1 (0:1) Sędzia: Carlos Chandía Bramki: 0:1 Mario Antonio Aravena 20, 1:1 Emilio Exequiel Hernández 63 Żółte kartki: Marco Andrés Estrada, Walter Damián Montillo, Emilio Exequiel Hernández, Rafael Andrés Olarra / Rodolfo Alejandro Madrid, Gustavo Javier Canales, Raúl Enrique Estévez, Sebastián Miguel Miranda Club Universidad de Chile (trener Sergio Markarían): Miguel Ángel Pinto - José Raúl Contreras, Osvaldo González, Rafael Andrés Olarra, José Rojas, Marco Andrés Estrada, Felipe Ignacio Seymour (54 Nelson Cuevas), Ángel Orlando Rojas, Walter Damián Montillo, Emilio Exequiel Hernández (65 Manuel Arturo Villalobos), Juan Manuel Olivera Unión Española (trener Luis Hernán Carvallo): Cristián Limenza - Rodolfo Alejandro Madrid, Sebastián Miguel Miranda, Jorge Ampuero, Diego Rosende, Gonzalo Andrés Villagra, Braulio Antonio Leal, Fernando Cordero, Mario Antonio Aravena (76 Aníbal Domeneghini), Raúl Enrique Estévez, Gustavo Javier Canales                                                                     |
| 7 lipca 2009 Santiago Estadio Santa Laura (17 500) Unión Española - Club Universidad de Chile 0:1 (0:0) Sędzia: Pablo Pozo Bramki: 0:1 Juan Manuel Olivera 63 Żółte kartki: Braulio Antonio Leal, Rodolfo Alejandro Madrid, Raúl Enrique Estévez, Sebastián Miguel Miranda / Emilio Exequiel Hernández, Marco Andrés Estrada, Juan Manuel Olivera, José Raúl Contreras, Osvaldo González Czerwone kartki: - / Osvaldo González 80 Unión Española (trener Luis Hernán Carvallo): Cristián Limenza - Rodolfo Alejandro Madrid, Sebastián Miguel Miranda, Jorge Ampuero (74 Miguel Ángel Aceval), Diego Rosende - Gonzalo Andrés Villagra, Braulio Antonio Leal (66 Fernando Cordero), David Arturo Ramírez, Mario Antonio Aravena (74 Aníbal Domeneghini) - Gustavo Javier Canales, Raúl Enrique Estévez Club Universidad de Chile (trener Sergio Markarían): Miguel Ángel Pinto - José Raúl Contreras, Osvaldo González, Rafael Andrés Olarra, José Rojas (76 Marcelo Díaz) - Marco Andrés Estrada, Felipe Ignacio Seymour, Ángel Orlando Rojas, Walter Damián Montillo - Emilio Exequiel Hernández (81 Rodrigo Osvaldo Rivera), Juan Manuel Olivera |

Mistrzem Chile turnieju Apertura w roku 2009 został klub Club Universidad de Chile, natomiast wicemistrzem Chile - klub Unión Española. Tytuł mistrza zapewnił drużynie Universidad de Chile udział w Copa Libertadores 2010.

### Klasyfikacja strzelców bramek Apertura 2009
| Gole | Piłkarz                  | Klub                      |
| ---- | ------------------------ | ------------------------- |
| 17   | Esteban Efraín Paredes   | Santiago Morning          |
| 13   | Rubén Darío Gigena       | Audax Italiano            |
| 13   | Gustavo Javier Canales   | Unión Española            |
| 11   | Lucas Barrios            | CSD Colo-Colo             |
| 11   | Juan Manuel Olivera      | Club Universidad de Chile |
| 10   | Gabriel Alejandro Vargas | Universidad Concepción    |

## Torneo Clausura 2009

### Clausura 1
| Data          | Mecz |
| ------------- | --- |
| 10 lipca 2009 | Audax Italiano - CD Ñublense 2:1 Christopher Ojeda 60, Carlos Esteban Ross 88 - Renato Ramos 43                                                                |
| 11 lipca 2009 | Universidad Concepción - CD Huachipato 2:4 Otelo Ocampos 34, 45+2 - Leonardo Esteban Monje 27, 78, Pablo Otárola 40, Gamadiel Adrián García 89                 |
| 11 lipca 2009 | La Serena - CSD Rangers 2:0 Marco Antonio Villaseca 36s, Ronald Villalba 39                                                                                    |
| 11 lipca 2009 | CD O’Higgins - CD Cobresal 2:0 Albert Alejandro Acevedo 47, Samuel Teuber 51                                                                                   |
| 12 lipca 2009 | CSD Colo-Colo - Curicó Unido 1:1 Sebastián Darío Morquio 90+3s - Sebastián Páez 47                                                                             |
| 12 lipca 2009 | CD Universidad Católica - Deportes Iquique 2:0 Sebastián Andrés Barrientos 28, Rodrigo Alejandro Toloza 72 mecz rozegrany został na stadionie Estadio Nacional |
| 12 lipca 2009 | Cobreloa - Santiago Morning 3:0 Sebastián Zúñiga 30, Bryan Cortés 52, Eduardo Jesús Vargas 86 mecz rozegrano przy pustych trybunach                            |
| 22 lipca 2009 | CD Palestino - Club Universidad de Chile 0:0 mecz rozegrany został na stadionie Estadio Nacional                                                               |
| 23 lipca 2009 | Unión Española - Everton Viña del Mar 0:1 Sebastián Roco 21 |

### Clausura 2
| Data          | Mecz |
| ------------- | --- |
| 17 lipca 2009 | CD O’Higgins - CD Palestino 0:1 César Henríquez 5 |
| 18 lipca 2009 | CSD Colo-Colo - La Serena 2:1 Lucas Barrios 11, Esteban Efraín Paredes 81 - Francisco Ulises Rojas 68                                                                             |
| 18 lipca 2009 | CD Huachipato - Unión Española 1:2 David Llanos 68 - Miguel Ángel Aceval 32k, Mario Antonio Aravena 51 mecz rozegrany został w Concepción                                         |
| 18 lipca 2009 | Santiago Morning - Audax Italiano 0:1 Carlos Esteban Ross 19 |
| 19 lipca 2009 | Club Universidad de Chile - CSD Rangers 3:5 Juan Manuel Olivera 22, 50, Manuel Arturo Villalobos 37 - Enzo Hernán Gutiérrez 15, 39, Marco Antonio Villaseca 27, Miguel Coronado s |
| 19 lipca 2009 | CD Cobresal - CD Universidad Católica 1:1 Nicolás Sebastián Canales 56 - Marcos González 79                                                                                       |
| 19 lipca 2009 | Everton Viña del Mar - Universidad Concepción 0:1 Fernando Antonio Saavedra 42s                                                                                                   |
| 19 lipca 2009 | Curicó Unido - Deportes Iquique 1:1 Alvaro Lara 74 - Cristián Ríos 63 |
| 19 lipca 2009 | CD Ñublense - Cobreloa 1:2 Luis Alegría 19 - Eduardo Jesús Vargas 68, Víctor Osorio 71                                                                                            |

### Clausura 3
| Data          | Mecz |
| ------------- | --- |
| 25 lipca 2009 | Audax Italiano - CD Palestino 2:2 Marco Medel 49, Rodrigo Fabián Riquelme 84s - Marco Andrés Olea 41, Francisco Javier Ibáñez 69                              |
| 25 lipca 2009 | Universidad Concepción - CSD Colo-Colo 1:3 Gabriel Alejandro Vargas 58k - Esteban Efraín Paredes 24, 49, 90+3                                                 |
| 26 lipca 2009 | Deportes Iquique - Everton Viña del Mar 1:2 Patricio Maldonado 21 - César Alberto Carranza 41k, Rodolfo Antonio Moya 59 mecz rozegrano przy pustych trybunach |
| 26 lipca 2009 | Cobreloa - Club Universidad de Chile 0:3 Walter Damián Montillo 13, Manuel Arturo Villalobos 40, Mauricio Alejandro Gómez 76                                  |
| 26 lipca 2009 | Unión Española - CD Cobresal 1:0 Mario Antonio Aravena 78 |
| 26 lipca 2009 | Santiago Morning - CD Ñublense 3:1 Michael Ríos 20, 75, Diego Rivarola 35k - Renato Ramos 67                                                                  |
| 26 lipca 2009 | Curicó Unido - CD Huachipato 1:0 Johan Patricio Fuentes 35 |
| 26 lipca 2009 | CSD Rangers - CD O’Higgins 2:0 Pablo Vranjicán 58, Lucas Ramón Ojeda 79                                                                                       |
| 27 lipca 2009 | CD Universidad Católica - La Serena 2:0 Rodrigo Alejandro Toloza 59, Milovan Mirosevic 85                                                                     |

### Clausura 4
| Data            | Mecz |
| --------------- | --- |
| 31 lipca 2009   | CD O’Higgins - Universidad Concepción 0:2 Julio César Laffatigue 24, Gabriel Alejandro Vargas 35                        |
| 1 sierpnia 2009 | Club Universidad de Chile - Unión Española 2:1 Edson Raúl Puch 13, Juan Manuel Olivera 45+1 - Gustavo Javier Canales 83 |
| 1 sierpnia 2009 | CD Palestino - Deportes Iquique 1:1 Rodrigo Fabián Riquelme 44 - Fernando Martel 59                                     |
| 1 sierpnia 2009 | CD Huachipato - Santiago Morning 0:1 Diego Rivarola 14 mecz rozegrany został w Concepción                               |
| 2 sierpnia 2009 | CSD Colo-Colo - Audax Italiano 0:1 Marco Medel 27                                                                       |
| 2 sierpnia 2009 | Cobreloa - CD Cobresal 0:1 Iván Marcos Guillauma 27                                                                     |
| 2 sierpnia 2009 | La Serena - Curicó Unido 2:0 Diego Guidi 16, Jorge Elizondo 90+1                                                        |
| 2 sierpnia 2009 | CSD Rangers - Everton Viña del Mar 0:2 César Alberto Carranza 28, Mauro Guevgeozián 31                                  |
| 2 sierpnia 2009 | CD Ñublense - CD Universidad Católica 0:0                                                                               |

### Clausura 5
| Data            | Mecz |
| --------------- | --- |
| 7 sierpnia 2009 | Club Universidad de Chile - Curicó Unido 1:1 Juan Manuel Olivera 32 - César Antonio Díaz 8 |
| 8 sierpnia 2009 | CD Palestino - Cobreloa 2:1 Héctor Santiago Tapia 31, Marco Andrés Olea 87 - Michael Silva 32 |
| 8 sierpnia 2009 | Santiago Morning - CSD Colo-Colo 2:1 Sergio Comba 5, 55 - Cristián Venancio Bogado 68 mecz rozegrany na stadionie klubu CSD Colo-Colo                                                              |
| 8 sierpnia 2009 | CD Huachipato - La Serena 2:0 Luis Ignacio Quinteros 57, Leonardo Esteban Monje 88 mecz rozegrany został w Concepción                                                                              |
| 8 sierpnia 2009 | CD Universidad Católica - CD O’Higgins 0:0 |
| 9 sierpnia 2009 | Deportes Iquique - Unión Española 3:4 Sebastián Marchant 20, Rodrigo Antonio Pérez 38, Néstor Fabián Bareiro 45+1 - Fernando Cordero 10, 60, Gustavo Javier Canales 13, Gonzalo Andrés Villagra 89 |
| 9 sierpnia 2009 | CD Cobresal - CSD Rangers 2:0 Nicolás Sebastián Canales 15, Michel Godoy 74 |
| 9 sierpnia 2009 | Everton Viña del Mar - CD Ñublense 1:0 Mauro Guevgeozian 88 |
| 9 sierpnia 2009 | Audax Italiano - Universidad Concepción 2:1 Cristián Eduardo Reynero 45+3k, Cristián Eduardo Canío 68 - Otelo Ocampos 30                                                                           |

### Clausura 6
| Data             | Mecz |
| ---------------- | --- |
| 14 sierpnia 2009 | Everton Viña del Mar - CD O’Higgins 0:0 rozegrano tylko pierwszą połowę - dokończony 6 września                                                  |
| 15 sierpnia 2009 | Universidad Concepción - Santiago Morning 2:1 Otelo Ocampos 73, Gabriel Alejandro Vargas 84k - Diego Rivarola 29                                 |
| 15 sierpnia 2009 | Deportes Iquique - Club Universidad de Chile 0:2 Manuel Arturo Villalobos 15, 35                                                                 |
| 16 sierpnia 2009 | CSD Colo-Colo - CSD Rangers 3:0 Ezequiel Miralles 31, 47, Esteban Efraín Paredes 71                                                              |
| 16 sierpnia 2009 | CD Universidad Católica - CD Huachipato 3:1 Rodrigo Alejandro Toloza 27, 28, Rodrigo Mannara 62 - Gamadiel Adrián García 34                      |
| 16 sierpnia 2009 | CD Cobresal - CD Ñublense 0:0 |
| 16 sierpnia 2009 | La Serena - Cobreloa 4:2 Mauricio Salazar 24, 64, 85, Sebastián Taglibúe 43 - Michael Silva 45, 49k                                              |
| 16 sierpnia 2009 | Curicó Unido - CD Palestino 2:1 Marcos Abel Flores 34, Alberto Javier Ortega 45 - Luis Patricio Núñez 37                                         |
| 6 września 2009  | Everton Viña del Mar - CD O’Higgins 1:1 César Alberto Carranza 64k - Felipe Reinaldo Rojas 83 dokończenie pozostałych 45 minut z 14 sierpnia     |
| 6 września 2009  | Unión Española - Audax Italiano 2:4 Miguel Ángel Aceval 61, Gustavo Javier Canales 73 - Cristián Eduardo Canío 21, 29, 64, Mauro Andrés Olivi 43 |

### Clausura 7
| Data             | Mecz |
| ---------------- | --- |
| 21 sierpnia 2009 | Audax Italiano - Curico Unido 1:1 Oliver Adrián Toledo 86 - Marcos Abel Flores 43                                                                           |
| 22 sierpnia 2009 | CD Huachipato - CD Cobresal 2:1 Gamadiel Adrián García 41, Leonardo Esteban Monje 64 - Nicolás Sebastián Canales 39 mecz rozegrany został w Chillán         |
| 22 sierpnia 2009 | CD O’Higgins - CSD Colo-Colo 2:2 Fernando Andrés Meneses 44k, 60k - Miguel Augusto Riffo 37, Ezequiel Miralles 89                                           |
| 22 sierpnia 2009 | CD Palestino - Unión Española 3:3 Diego Díaz 21, Héctor Santiago Tapia 42, Roberto Bishara 85 - Mario Antonio Aravena 19, Eduardo Rubio 26, Manuel Neira 69 |
| 23 sierpnia 2009 | Club Universidad de Chile - Everton Viña del Mar 1:1 Edson Raúl Puch 8 - Maxi Pérez 41                                                                      |
| 23 sierpnia 2009 | Cobreloa - CD Universidad Católica 0:2 Damián Rodrigo Díaz 78, 85                                                                                           |
| 23 sierpnia 2009 | CD Ñublense - La Serena 1:0 José Pedrozo 13 |
| 23 sierpnia 2009 | Santiago Morning - Deportes Iquique 3:2 Felipe Díaz 50, Diego Rivarola 53, 63 - Cristián Andrés Campozano 15, Fernando Martel 70                            |
| 6 września 2009  | CSD Rangers - Universidad Concepción 1:1 Eduardo Pinto 73 - Felipe Muñoz 43                                                                                 |

### Clausura 8
| Data             | Mecz |
| ---------------- | --- |
| 28 sierpnia 2009 | Everton Viña del Mar - La Serena 0:1 Juan Luis González 86 |
| 29 sierpnia 2009 | CD Universidad Católica - CSD Colo-Colo 2:1 Milovan Mirosevic 72k, 77 - Paulo Cezar Magalhaes 60 mecz rozegrany został na stadionie Estadio Nacional               |
| 29 sierpnia 2009 | Unión Española - Cobreloa 2:0 Manuel Neira 37, 42 |
| 29 sierpnia 2009 | Universidad Concepción - CD Palestino 2:0 Felipe Muñoz 6, Claudio Andrès Muñoz 67 mecz rozegrany został w Yumbel                                                   |
| 30 sierpnia 2009 | Club Universidad de Chile - Audax Italiano 3:2 Edson Raúl Puch 14, Mauricio Bernardo Victorino 17, Juan Manuel Olivera 76 - Cristián Eduardo Canío 31, Roberval 87 |
| 30 sierpnia 2009 | CSD Rangers - Curicó Unido 0:0 |
| 30 sierpnia 2009 | CD O’Higgins - CD Huachipato 2:1 Juan Gonzalo Lorca 47, 63 - Luis Ignacio Quinteros 77                                                                             |
| 30 sierpnia 2009 | CD Cobresal - Santiago Morning 3:1 Diego Martiñones 28, Nicolás Sebastián Canales 67k, Iván Marcos Guillauma 78 - Diego Rivarola 26k                               |
| 30 sierpnia 2009 | Deportes Iquique - CD Ñublense 1:3 Néstor Fabián Bareiro 5 - Joel Antonio Soto 4, Renato Ramos 17k, 68                                                             |

### Clausura 9
| Data             | Mecz |
| ---------------- | --- |
| 12 września 2009 | La Serena - Universidad Concepción 0:1 Gabriel Alejandro Vargas 33                                                                      |
| 12 września 2009 | Everton Viña del Mar - CD Universidad Católica 1:1 Adrián Alejandro Rojas 67 - Rodrigo Alejandro Toloza 88                              |
| 12 września 2009 | CD Huachipato - CSD Rangers 0:3 Lucas Ramón Ojeda 64, Carlos Espinoza 86k, Luis Rojas 90+2 mecz rozegrany został w Concepción           |
| 12 września 2009 | CD Palestino - Santiago Morning 0:1 Sergio Comba 68                                                                                     |
| 12 września 2009 | CD Ñublense - Club Universidad de Chile 0:2 Juan Manuel Olivera 38, 90+3                                                                |
| 13 września 2009 | CSD Colo-Colo - Unión Española 1:1 José Domingo Salcedo 90+3 - Mario Antonio Aravena 76                                                 |
| 13 września 2009 | Cobreloa - CD O’Higgins 5:1 Emmanuel Lazzarini 12, 60, Víctor Osorio 20, Felipe Salinas 56, Sebastián Zuñiga 70 - Juan Gonzalo Lorca 39 |
| 13 września 2009 | Audax Italiano - Deportes Iquique 2:0 Carlos Alberto Garrido 6, Cristián Eduardo Canío 47                                               |
| 13 września 2009 | Curicó Unido - CD Cobresal 2:1 Juan José Albornoz 34, Juan Carlos Muñoz 90+1 - Angelo Alvarado 42                                       |

### Clausura 10
| Data             | Mecz |
| ---------------- | --- |
| 17 września 2009 | Unión Española - La Serena 1:4 Manuel Neira 38k - Patricio Rubina 26, 67, Javier Aníbal Elizondo 43, Mauricio Salazar 55                                                          |
| 17 września 2009 | CD O’Higgins - Club Universidad de Chile 1:1 José Daniel González 7k - Manuel Iturra 70                                                                                           |
| 18 września 2009 | CD Universidad Católica - Curicó Unido 7:0 Rodrigo Mannara 40, Rodrigo Alejandro Toloza 45, Damián Rodrigo Díaz 66, 70, 90, Roberto Carlos Gutiérrez 68, Matías Martín Rubio 90+1 |
| 18 września 2009 | CD Huachipato - Audax Italiano 2:2 César Cortés 23, 67 - Cristián Eduardo Canío 12, Mauro Andrés Olivi 61 mecz rozegrany został w Concepción                                      |
| 19 września 2009 | CSD Rangers - CD Ñublense 2:0 Marco Antonio Villaseca 80, Lucas Ramón Ojeda 82 |
| 19 września 2009 | Universidad Concepción - Cobreloa 1:0 Gustavo Rubén Lorenzetti 79 mecz rozegrany został w Yumbel                                                                                  |
| 20 września 2009 | Deportes Iquique - CSD Colo-Colo 1:1 Cristián Andrés Campozano 34 - Rubén Andrés Taucare 42s                                                                                      |
| 20 września 2009 | Santiago Morning - Everton Viña del Mar 2:1 Sergio Comba 63, Diego Rivarola 89 - Maximiliano Daniel Pérez 69 mecz rozegrany został na stadionie klubu CSD Colo-Colo               |
| 20 września 2009 | CD Cobresal - CD Palestino 0:1 Héctor Santiago Tapia 42 |

### Clausura 11
| Data                 | Mecz |
| -------------------- | --- |
| 22 września 2009     | CD Ñublense - CD O’Higgins 1:0 Fernando López 70 |
| 23 września 2009     | Cobreloa - CD Huachipato 2:0 Emanuel Lazzarini 38, Ever Cantero 82                                                                                                   |
| 23 września 2009     | Audax Italiano - CD Universidad Católica 0:4 Rodrigo Alejandro Toloza 1, Roberto Carlos Gutiérrez 63, Damián Rodrigo Díaz 78, Juan José Morales 89                   |
| 23 września 2009     | CD Palestino - La Serena 1:0 Héctor Santiago Tapia 90k |
| 23 września 2009     | Universidad Concepción - Deportes Iquique 2:0 Fernando Esteban Solís 23, Gabriel Alejandro Vargas 79 mecz rozegrany został w Yumbel                                  |
| 24 września 2009     | Everton Viña del Mar - CSD Colo-Colo 3:2 Jaime Eduardo Riveros 3, José Manuel Rey 22s, Mauro Guevgiozian 67 - Ezequiel Miralles 11, Pablo Magalhaes 65               |
| 9 października 2009  | Unión Española - CSD Rangers 3:3 Fernando Cordero 18, Miguel Ángel Aceval 25k, Gustavo Javier Canales 36k - Iván Alvarez 11, Luis Rojas 28, Enzo Hernán Gutiérrez 30 |
| 11 października 2009 | Club Universidad de Chile - CD Cobresal 1:1 Nelson Alejandro Pinto 26 - Diego Martiñones 12 mecz rozegrany został na stadionie klubu Audax Italiano                  |
| 12 października 2009 | Curicó Unido - Santiago Morning 1:1 Johan Patricio Fuentes 75 - Diego Rivarola 65                                                                                    |

### Clausura 12
| Data             | Mecz |
| ---------------- | --- |
| 26 września 2009 | CD Palestino - CD Universidad Católica 1:1 Marco Andrés Olea 47 - Roberto Carlos Gutiérrez 90+4 mecz rozegrany został na stadionie klubu Unión Española                    |
| 26 września 2009 | Santiago Morning - Club Universidad de Chile 3:1 Diego Rivarola 14, 46, Reinaldo Marcelino Navia 90+2 - Mauricio Alejandro Gómez 42 mecz rozegrany został w Coquimbo       |
| 27 września 2009 | CSD Colo-Colo - CD Ñublense 3:1 Ezequiel Miralles 47, 68, 69 - Renato Ramos 32                                                                                             |
| 27 września 2009 | Cobreloa - Curicó Unido 0:0 |
| 27 września 2009 | CD Cobresal - Universidad Concepción 3:0 Diego Martiñones 10, Michel Godoy 24, Angelo Alvarado 72                                                                          |
| 27 września 2009 | La Serena - Audax Italiano 4:2 Javier Aníbal Elizondo 33, 44, 47, Jorge Osvaldo Schwager 57 - Marco Medel 25k, 82                                                          |
| 27 września 2009 | CD O’Higgins - Unión Española 2:0 Juan Gonzalo Lorca 88, Fernando Andrés Meneses 90+2k                                                                                     |
| 27 września 2009 | CSD Rangers - Deportes Iquique 5:3 Iván Alvarez 35, 90+3, Eduardo Pinto 41, Marcos Andrés Millape 67, Manuel Avendaño 84k - Fernando Martel 6, 59, Rubén Andrés Taucare 14 |
| 27 września 2009 | CD Huachipato - Everton Viña del Mar 1:2 Leonardo Esteban Monje 70k - Jaime Eduardo Riveros 39, César Alberto Carranza 80                                                  |

### Clausura 13
| Data                | Mecz |
| ------------------- | --- |
| 2 października 2009 | CD Universidad Católica - CSD Rangers 5:1 Roberto Carlos Gutiérrez 33, 38, Damián Rodrigo Díaz 60, Juan José Morales 69, Milovan Mirosevic 87 - Mariano Celasco 79 |
| 2 października 2009 | Deportes Iquique - CD Huachipato 2:2 Néstor Fabián Bareiro 35, Rodrigo Antonio Pérez 63 - Leonardo Esteban Monje 24, César Cortés 80 |
| 3 października 2009 | CSD Colo-Colo - Club Universidad de Chile 1:0 Esteban Efraín Paredes 56 |
| 3 października 2009 | La Serena - CD Cobresal 3:2 Francisco Ulises Rojas 25, Javier Aníbal Elizondo 59, Mauricio Salazar 72k - Michael Godoy 43, Angelo Alvarado 47 |
| 3 października 2009 | Audax Italiano - CD O’Higgins 1:1 Cristián Eduardo Canío 4 - Samuel Tauber 37 |
| 4 października 2009 | Everton Viña del Mar - Cobreloa 0:3 Ever Cantero 72, Emanuel Lazzarini 78, 86 |
| 4 października 2009 | CD Ñublense - CD Palestino 1:0 Renato Ramos 63 |
| 4 października 2009 | Unión Española - Santiago Morning 0:1 Diego Rivarola 35 |
| 4 października 2009 | Universidad Concepción - Curicó Unido 3:0vo Gabriel Alejandro Vargas 7k, Fernando Giménez 18, Michael Lepe 90 - Sebastián Darío Morquio 44 mecz rozegrany został w Yumbel; na boisku 3:1 wygrał Universidad Concepción, ale po meczu wynik zweryfikowano na walkower 3:0 z powodu nieuprawnionego zawodnika w drużynie Curicó Unido |

### Clausura 14
| Data                 | Mecz |
| -------------------- | --- |
| 16 października 2009 | Santiago Morning - La Serena 1:2 Fidencio Oviedo 12 - Sebastián Tagliabúe 5, Javier Aníbal Elizondo 56 mecz rozegrany został na stadionie klubu CSD Colo-Colo           |
| 17 października 2009 | Unión Española - CD Universidad Católica 4:3 Gustavo Javier Canales 10, 85, Mario Antonio Aravena 22, 51 - Rodrigo Alejandro Toloza 19, Roberto Carlos Gutiérrez 60, 70 |
| 17 października 2009 | CD O’Higgins - Deportes Iquique 2:2 Juan Gonzalo Lorca 32, Cristóbal Andrés Jorquera 73 - Fernando Martel 74, 84k                                                       |
| 18 października 2009 | Cobreloa - Audax Italiano 0:1 Cristián Eduardo Canío 57 mecz rozegrany został przy pustych trybunach                                                                    |
| 18 października 2009 | CSD Rangers - CD Palestino 1:0 Marco Antonio Villaseca 24 |
| 18 października 2009 | CD Cobresal - Everton Viña del Mar 2:0 Hugo Díaz 54, Lino Maldonado 74                                                                                                  |
| 18 października 2009 | Curicó Unido - CD Ñublense 3:0 Sergio Damián Valenti 3, César Antonio Díaz 45, 78k                                                                                      |
| 18 października 2009 | Club Universidad de Chile - Universidad Concepción 1:1 Manuel Arturo Villalobos 18 - Mauricio Aros 87 mecz rozegrany został na stadionie klubu Unión Española           |
| 18 października 2009 | CD Huachipato - CSD Colo-Colo 0:2 Cristián Venancio Bogado 70, Macnelly Torres 76                                                                                       |

### Clausura 15
| Data                 | Mecz |
| -------------------- | --- |
| 23 października 2009 | Audax Italiano - CSD Rangers 1:0 Marco Medel 79                                                                                                |
| 24 października 2009 | CD Palestino - Everton Viña del Mar 0:1 Rodrigo Andrés Ramírez 8                                                                               |
| 24 października 2009 | CSD Colo-Colo - Cobreloa 2:1 Ezequiel Miralles 7, Carlos Hugo Tordoya 43s - Felipe Salinas 83                                                  |
| 24 października 2009 | Universidad Concepción - Unión Española 1:2 Julio César Laffatigue 1 - Francisco Nájera 17, Fernando Cordero 66 mecz rozegrany został w Yumbel |
| 24 października 2009 | Deportes Iquique - CD Cobresal 1:1 César Antonio Talma 42 - Iván Marcos Guillauma 66                                                           |
| 25 października 2009 | CD Universidad Católica - Santiago Morning 3:0 Juan José Morales 21, 33, Damián Rodrigo Díaz 90                                                |
| 25 października 2009 | La Serena - Club Universidad de Chile 3:0 Mauricio Salazar 17, Sebastián Tagliabúe 20, Ángel Rodrigo Carreño 79                                |
| 25 października 2009 | Curicó Unido - CD O’Higgins 0:1 Cristóbal Andrés Jorquera 87                                                                                   |
| 25 października 2009 | CD Ñublense - CD Huachipato 3:0 Renato Ramos 10, Fernando López 83, Juan Pablo Toro 88                                                         |

### Clausura 16
| Data                 | Mecz |
| -------------------- | --- |
| 30 października 2009 | CD O’Higgins - La Serena 1:3 Juan Gonzalo Lorca 26 - Sebastián Tagliabúe 6, 36, Ángel Rodrigo Carreño 22 |
| 31 października 2009 | Club Universidad de Chile - CD Universidad Católica 2:3 Juan Manuel Olivera 70, Felipe Ignacio Seymour 83 - Rodrigo Alejandro Toloza 18, Milovan Mirosevic 36k, David Andrés Henríquez 48 mecz rozegrany został na stadionie klubu CSD Colo-Colo |
| 31 października 2009 | Deportes Iquique - Cobreloa 2:1 Rodrigo Antonio Pérez 45, Rubén Andrés Taucare 54 - Cristian Camilo 23s |
| 31 października 2009 | CD Cobresal - CSD Colo-Colo 0:2 Cristián Venancio Bogado 43, Rodrigo Javier Millar 87 |
| 31 października 2009 | CD Palestino - CD Huachipato 1:3 Daniel Pereira 45+2 - Leonardo Esteban Monje 42, José Luis Zelaye 57, Luis Ignacio Quinteros 87 mecz rozegrany został na stadionie klubu Unión Española                                                         |
| 1 listopada 2009     | Everton Viña del Mar - Audax Italiano 1:2 Adrián Alejandro Rojas 13 - Roberval 53, Cristián Eduardo Reynero 58 mecz rozegrany został przy pustych trybunach                                                                                      |
| 1 listopada 2009     | Universidad Concepción - CD Ñublense 1:1 Julio César Laffatigue 22 - Luis Alegría 48 |
| 1 listopada 2009     | CSD Rangers - Santiago Morning 3:1 Manuel Avendaño 66k, Iván Alvarez 68, Pablo Vranjicán 77 - Diego Rivarola 39 |
| 1 listopada 2009     | Unión Española - Curicó Unido 3:0 Fernando Cordero 13, Gonzalo Andrés Villagra 38, Roberto Órdenes 59 |

### Clausura 17
| Data             | Mecz |
| ---------------- | --- |
| 6 listopada 2009 | Santiago Morning - CD O’Higgins 1:1 Sergio Comba 43 - Juan Gonzalo Lorca 39 mecz rozegrany został na stadionie klubu CSD Colo-Colo                                                                                |
| 7 listopada 2009 | CSD Colo-Colo - CD Palestino 1:2 Phillip Araos 61 - Francisco Javier Ibáñez 14, 59 |
| 7 listopada 2009 | CD Universidad Católica - Universidad Concepción 4:1 Juan José Morales 13, 16, 67, Francisco Andrés Silva 90+2 - Otelo Ocampos 81                                                                                 |
| 8 listopada 2009 | Cobreloa - CSD Rangers 3:0vo Ezequiel David Brítez 4s mecz, który na boisku zakończył się wynikiem 1:0, zweryfikowany został na walkower 3:0 dla Cobreoli z powou nieuprawnionego gracza w drużynie klubu Rangers |
| 8 listopada 2009 | Curicó Unido - Everton Viña del Mar 2:2 Marcos Abel Flores 35k, Juan José Albornoz 63 - Mauro Guevgeozian 13, Fernando Antonio Saavedra 41                                                                        |
| 8 listopada 2009 | Audax Italiano - CD Cobresal 0:0 |
| 8 listopada 2009 | CD Ñublense - Unión Española 1:1 Renato Ramos 60 - Miguel Ángel Aceval 68k |
| 8 listopada 2009 | La Serena - Deportes Iquique 2:1 Mauricio Salazar 28k, Sebastián Tagliabúe 33 - Cristián Andrés Campozano 38k |
| 8 listopada 2009 | CD Huachipato - Club Universidad de Chile 1:0 Luis Ignacio Quinteros 83 |

### Tabela końcowa fazy ligowej turnieju Clausura 2009
| Poz | Klub                      | Mecze | Zw | Rem | Por | Pkt | BrZd | BrStr |
| --- | ------------------------- | ----- | -- | --- | --- | --- | ---- | ----- |
| 1   | CD Universidad Católica   | 17    | 11 | 5   | 1   | 38  | 43   | 13    |
| 2   | La Serena                 | 17    | 11 | 0   | 6   | 33  | 31   | 19    |
| 3   | Audax Italiano            | 17    | 9  | 5   | 3   | 32  | 26   | 22    |
| 4   | CSD Colo-Colo             | 17    | 8  | 4   | 5   | 28  | 28   | 19    |
| 5   | Universidad Concepción    | 17    | 8  | 3   | 6   | 27  | 23   | 22    |
| 6   | Santiago Morning          | 17    | 8  | 2   | 7   | 26  | 22   | 25    |
| 7   | Unión Española            | 17    | 7  | 4   | 6   | 25  | 30   | 30    |
| 8   | Everton Viña del Mar      | 17    | 7  | 4   | 6   | 25  | 19   | 20    |
| 9   | Club Universidad de Chile | 17    | 5  | 6   | 6   | 21  | 23   | 24    |
| 10  | CSD Rangers               | 17    | 7  | 3   | 7   | 21* | 26   | 29    |
| 11  | CD Cobresal               | 17    | 5  | 5   | 7   | 20  | 18   | 17    |
| 12  | CD Palestino              | 17    | 5  | 5   | 7   | 20  | 16   | 20    |
| 13  | Cobreloa                  | 17    | 6  | 1   | 10  | 19  | 23   | 22    |
| 14  | CD O’Higgins              | 17    | 4  | 7   | 6   | 19  | 17   | 23    |
| 14  | CD O’Higgins              | 17    | 4  | 7   | 6   | 19  | 17   | 23    |
| 16  | CD Huachipato             | 17    | 5  | 2   | 10  | 17  | 20   | 29    |
| 17  | Curicó Unido              | 17    | 4  | 8   | 5   | 17* | 15   | 25    |
| 18  | Deportes Iquique          | 17    | 1  | 6   | 10  | 9   | 21   | 36    |

- odjęto 3 punkty

### 1/4 finału
| Everton Viña del Mar - CD Universidad Católica 0:2 i 0:0 1 21.11 2009 0:1 Damián Rodrigo Díaz 64, 0:2 Roberto Carlos Gutiérrez 67 2 24.11 2009 0:0 |
| Unión Española - La Serena 1:1 i 1:2 1 21.11 2009 0:1 Javier Aníbal Elizondo 70, 1:1 Gustavo Javier Canales 84k 2 24.11 2009 0:1 Javier Aníbal Elizondo 75, 1:1 Gustavo Javier Canales 78, 1:2 Javier Aníbal Elizondo 82 |
| Santiago Morning - Audax Italiano 4:2 i 1:2 1 22.11 2009 1:0 Michael Ríos 18, 2:0 Sergio Comba 22, 2:1 Cristián Eduardo Reynero 48, 2:2 Cristián Eduardo Canío 66, 3:2 Mario Esteban Berríos 82, 4:2 Miguel Hernández 84 2 25.11 2009 0:1 Christian Martínez 47, 0:2 Carlos Alberto Garrido 50, 1:2 Víctor Loyola 90+4 |
| Universidad Concepción - CSD Colo-Colo 1:2 i 3:4 1 22.11 2009 1:0 Gabriel Alejandro Vargas 35, 1:1 Charles Mariano Aránguiz 71, 1:2 Ezequiel Miralles 86k (mecz rozegrany został w Talcahuano) 2 25.11 2009 1:0 Gabriel Alejandro Vargas 3, 1:1 Charles Mariano Aránguiz 12, 1:2 Cristián Venancio Bogado 18, 2:2 Gabriel Alejandro Vargas 33k, 2:3 Fernando Giménez 35s, 3:3 Gabriel Alejandro Vargas 52k, 3:4 Rodrigo Javier Millar 90+3 |

### 1/2 finału
| Santiago Morning - CD Universidad Católica 0:3 i 3:5 1 28.11 2009 0:1 Jorge Andrés Ormeño 44, 0:2 Rodrigo Alejandro Toloza 72, 0:3 Roberto Carlos Gutiérrez 82 (mecz rozegrany został na stadionie klubu CSD Colo-Colo) 2 02.12 2009 0:1 Juan José Morales 17, 0:2 Rodrigo Alejandro Toloza 41, 0:3 Damián Rodrigo Díaz 45, 0:4 Milovan Mirosevic 48, 1:4 Sergio Comba 50, 2:4 Diego Rivarola 52, 2:5 Rodrigo Alejandro Toloza 70k, 3:5 Sergio Comba 74 |
| CSD Colo-Colo - La Serena 1:0 i 3:0 1 29.11 2009 1:0 Esteban Efraín Paredes 56 2 02.12 2009 1:0 Macnelly Torres 23, 2:0 Macnelly Torres 49, 3:0 Ezequiel Miralles 57 |

### Finał
| CSD Colo-Colo - CD Universidad Católica 2:2 i 4:2 |
| 5 grudnia 2009 Santiago Estadio Monumental David Arellano (40 000) CSD Colo-Colo - CD Universidad Católica 2:2 (1:0) Sędzia: Carlos Chandía Bramki: 1:0 Ezequiel Miralles 9, 1:1 Milovan Mirosevic 70, 2:1 Mauricio Alejandro Zenteno 74s, 2:2 Hans Alexis Martínez 88 Żółte kartki: Ezequiel Miralles, Juan Manuel Rey, Rodrigo David Meléndez / Mauricio Alejandro Zenteno, Jorge Andrés Ormeño, Francisco Pizarro Club Social y Deportivo Colo-Colo (trener Hugo Daniel Tocalli): Cristián Fernando Muñoz - Pablo Magalhaes (67 Diego Alejandro Olate), Juan Manuel Rey, Sebastián Patricio Toro, Roberto Andrés Cereceda - Rodrigo David Meléndez, Charles Mariano Aránguiz, Rodrigo Javier Millar (76 José Domingo Salcedo), Macnelly Torres - Esteban Efraín Paredes, Ezequiel Miralles (86 Cristián Venancio Bogado) CD Universidad Católica (trener Marco Antonio Figueroa): Paulo Andrés Garcés - Hans Alexis Martínez, David Andrés Henríquez, Mauricio Alejandro Zenteno - Rodrigo Alejandro Toloza, Jorge Andrés Ormeño (62 Juan José Morales), Hans Alexis Martínez, Rodrigo Ignacio Valenzuela, Milovan Mirosevic (79 Leonel Mena), Damián Rodrigo Díaz (85 Francisco Pizarro) - Roberto Carlos Gutiérrez                                                            |
| 9 grudnia 2009 Santiago Estadio Santa Laura (16 200) CD Universidad Católica - CSD Colo-Colo 2:4 (1:2) Sędzia: Pablo Pozo Bramki: 1:0 Rodrigo Ignacio Valenzuela 1, 1:1 Charles Mariano Aránguiz 13, 1:2 Esteban Efraín Paredes 33, 2:2 Roberto Carlos Gutiérrez 65, 2:3 Esteban Efraín Paredes 67, 2:4 Cristián Venancio Bogado 90 Żółte kartki: Jorge Andrés Ormeño, Damián Rodrigo Díaz, Milovan Mirosevic, David Andrés Henríquez / Paulo Cezar Magalhaes, Arturo Sanhueza, Rodrigo Javier Millar, Esteban Efraín Paredes CD Universidad Católica (trener Marco Antonio Figueroa): Paulo Andrés Garcés - Hans Alexis Martínez, Marcos González, David Andrés Henríquez, Rodrigo Ignacio Valenzuela, Jorge Andrés Ormeño, Rodrigo Alejandro Toloza (73 Leonel Mena), Milovan Mirosevic, Damián Rodrigo Díaz (73 Rodrigo Mannara), Juan José Morales, Roberto Carlos Gutiérrez (83 Matías Martín Rubio) Club Social y Deportivo Colo-Colo (trener Hugo Daniel Tocalli): Cristián Fernando Muñoz - Paulo Cezar Magalhaes, Juan Manuel Rey, Sebastián Patricio Toro, Roberto Andrés Cereceda, Rodrigo Javier Millar, Charles Mariano Aránguiz, Arturo Sanhueza, Macnelly Torres (84 José Domingo Salcedo), Esteban Efraín Paredes (89 Cristián Venancio Bogado), Ezequiel Miralles |

Mistrzem Chile turnieju Clausura w roku 2009 został klub CSD Colo-Colo, natomiast wicemistrzem Chile - klub CD Universidad Católica. Tytuł mistrza zapewnił drużynie CSD Colo-Colo udział w Copa Libertadores 2010. Prawo do gry w tym turnieju uzyskał także wicemistrz Chile w turnieju Clausura, klub CD Universidad Católica.

### Klasyfikacja strzelców bramek Clausura 2009
| Gole | Piłkarz                  | Klub                    |
| ---- | ------------------------ | ----------------------- |
| 13   | Diego Rivarola           | Santiago Morning        |
| 12   | Rodrigo Alejandro Toloza | CD Universidad Católica |
| 11   | Ezequiel Miralles        | CSD Colo-Colo           |
| 10   | Cristián Eduardo Canío   | Audax Italiano          |
| 10   | Damián Rodrigo Díaz      | CD Universidad Católica |
| 10   | Javier Aníbal Elizondo   | La Serena               |
| 10   | Gabriel Alejandro Vargas | Universidad Concepción  |

## Tabela sumaryczna sezonu 2009
Tabela obejmuje sumaryczny dorobek klubów w turniejach Apertura i Clausura, zebrany w tych częściach mistrzostw, w których kluby grały ze sobą każdy z każdym. Obok wartości statystycznej ma ona na celu wyłonienie klubów, które spadną do drugiej ligi.
| Poz | Klub                      | Mecze | Zw | Rem | Por | Pkt | BrZd | BrStr |
| --- | ------------------------- | ----- | -- | --- | --- | --- | ---- | ----- |
| 1   | CD Universidad Católica   | 34    | 19 | 8   | 7   | 65  | 69   | 31    |
| 2   | Unión Española            | 34    | 19 | 6   | 9   | 63  | 68   | 47    |
| 3   | Audax Italiano            | 34    | 16 | 9   | 9   | 57  | 51   | 42    |
| 4   | Santiago Morning          | 34    | 16 | 5   | 13  | 53  | 63   | 54    |
| 5   | Everton Viña del Mar      | 34    | 14 | 11  | 9   | 53  | 43   | 37    |
| 6   | Club Universidad de Chile | 34    | 14 | 10  | 10  | 52  | 56   | 45    |
| 7   | Universidad Concepción    | 34    | 14 | 8   | 12  | 50  | 47   | 47    |
| 8   | La Serena                 | 34    | 14 | 5   | 15  | 47  | 50   | 51    |
| 9   | CSD Colo-Colo             | 34    | 13 | 8   | 13  | 47  | 56   | 47    |
| 10  | CD O’Higgins              | 34    | 11 | 11  | 12  | 44  | 42   | 49    |
| 11  | Cobreloa                  | 34    | 13 | 4   | 17  | 43  | 47   | 47    |
| 12  | CD Huachipato             | 34    | 12 | 6   | 16  | 42  | 46   | 58    |
| 13  | CD Cobresal               | 34    | 9  | 12  | 13  | 39  | 41   | 51    |
| 13  | CD Cobresal               | 34    | 9  | 12  | 13  | 39  | 41   | 51    |
| 15  | CD Palestino              | 34    | 10 | 7   | 17  | 37  | 34   | 57    |
| 16  | Curicó Unido              | 34    | 9  | 12  | 13  | 36* | 39   | 53    |
| 17  | CSD Rangers               | 34    | 10 | 8   | 16  | 35* | 46   | 57    |
| 18  | Deportes Iquique          | 34    | 8  | 11  | 15  | 35  | 48   | 59    |

- klubom Curicó Unido i CSD Rangers odjęto po 3 punkty za udział nieuprawnionych piłkarzy

W miejsce dwóch spadkowiczów (CSD Rangers i Deportes Iquique) awansowały dwa najlepsze kluby w drugiej lidze (Unión San Felipe i Santiago Wanderers).

### Baraże o utrzymanie się w I lidze
| San Marcos Arica - CD Palestino 0:2 i 2:0 (dog), karne 2:4 1 02.12 2009 0:1 Pablo Pereira 7, 0:2 Francisco Javier Ibáñez 61 2 06.12 2009 1:0 Jorge Gálvez 73, 2:0 Rafael Andrés Celedón 78 (mecz rozegrany został na stadionie klubu CSD Colo-Colo)                                                 |
| San Luis Quillota - Curicó Unido 1:2 i 3:0 1 02.12 2009 0:1 Juan José Albornoz 11, 1:1 Mario Pierani 14, 1:2 Juan José Albornoz 48 (mecz rozegrany został w Limache) 2 06.12 2009 1:0 Alves Machado 50, 2:0 Alexis Flores 64k, 3:0 Bryan Ricardo Danesi 90+1 (mecz rozegrany został w San Fernando) |

Do pierwszej ligi w miejsce klubu Curicó Unido awansował klub San Luis Quillota.